# Provinciale weg 798
De provinciale weg 798 (N798) is een provinciale weg in de provincie Gelderland. De weg loopt van de N301 in Nijkerk naar de N303 in Putten. De totale lengte van de weg is 10,1 km. Vroeger was de weg zeven kilometer langer en begon de weg als Nijkerkerstraat vanaf de afrit Hoevelaken op de A1 richting Nijkerkerveen. Het gedeelte tussen Hoevelaken en Nijkerk is geen provinciale weg meer: het beheer is overgedragen aan de gemeentes.
De huidige N798 heet vanaf het beginpunt aan de N301 Berencamperweg en Putterstraatweg, die na de buitenplaats Salentein de gemeente Putten binnengaat en daarmee overgaat in de Nijkerkerstraat. De weg blijft enkele kilometers zo heten. In dit deel bevindt zich een eenvoudig wit bruggetje, de Oldenallerbrug, waar in 1944 een Duitse Wehrmachtkolonel werd neergeschoten. Deze gebeurtenis was aanleiding voor de Razzia van Putten.
Enkele kilometers verder kruist de weg de spoorlijn Amersfoort - Zwolle en komt daarna Putten binnen, waar deze aansluit op de N303.

## Fotogalerij

N798
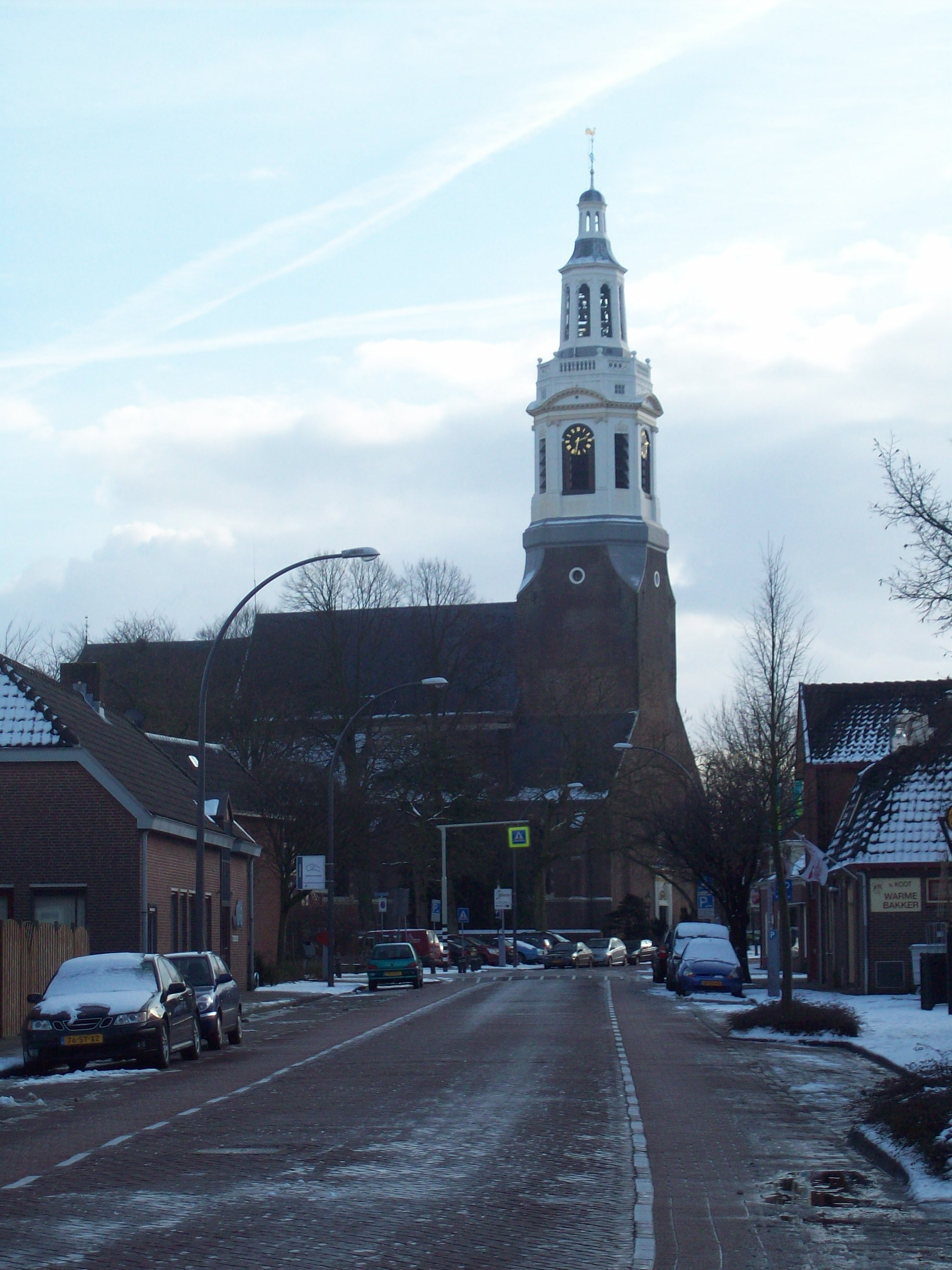
De Torenstraat in Nijkerk.
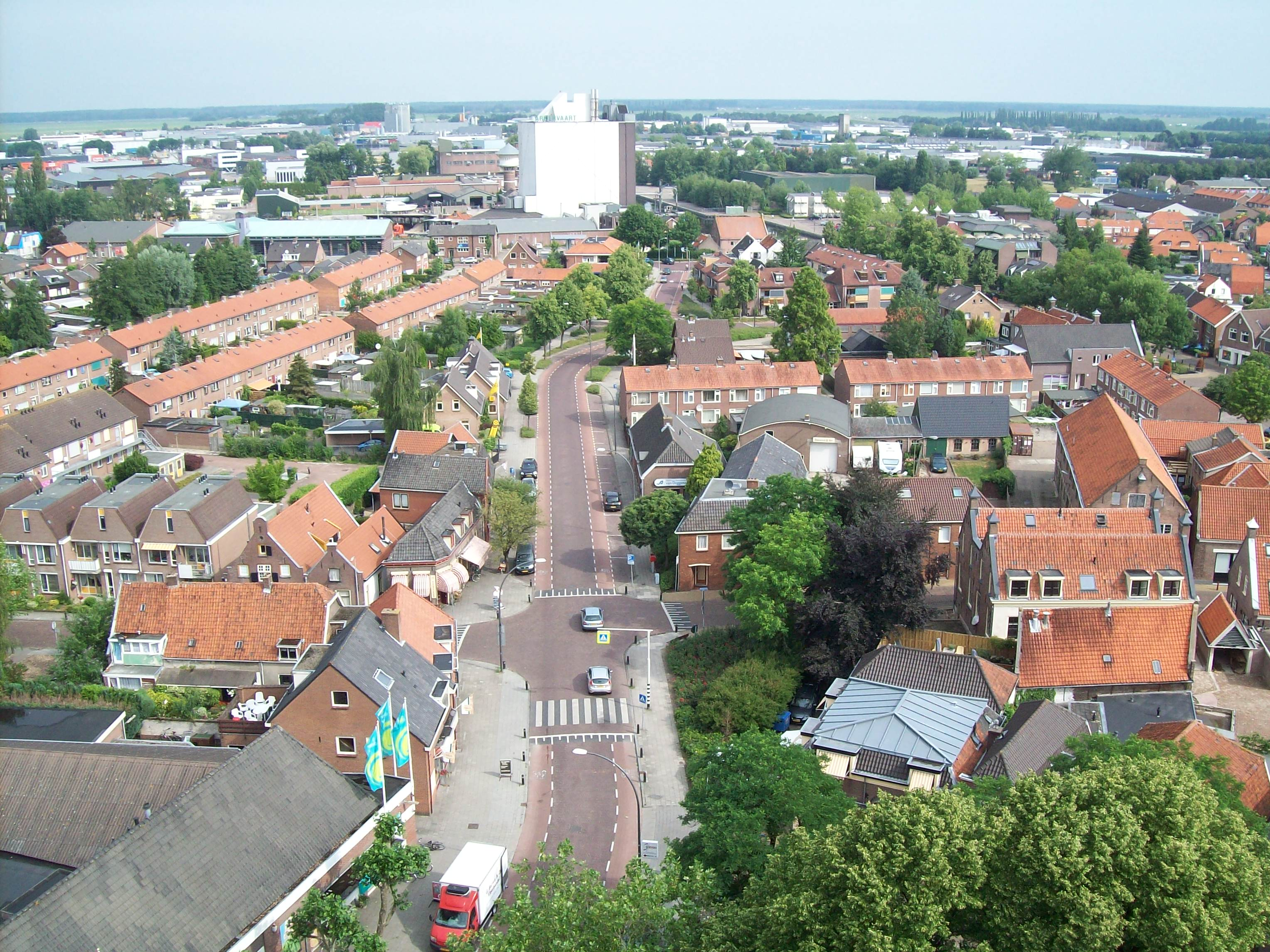
De Torenstraat in Nijkerk vanaf de toren.
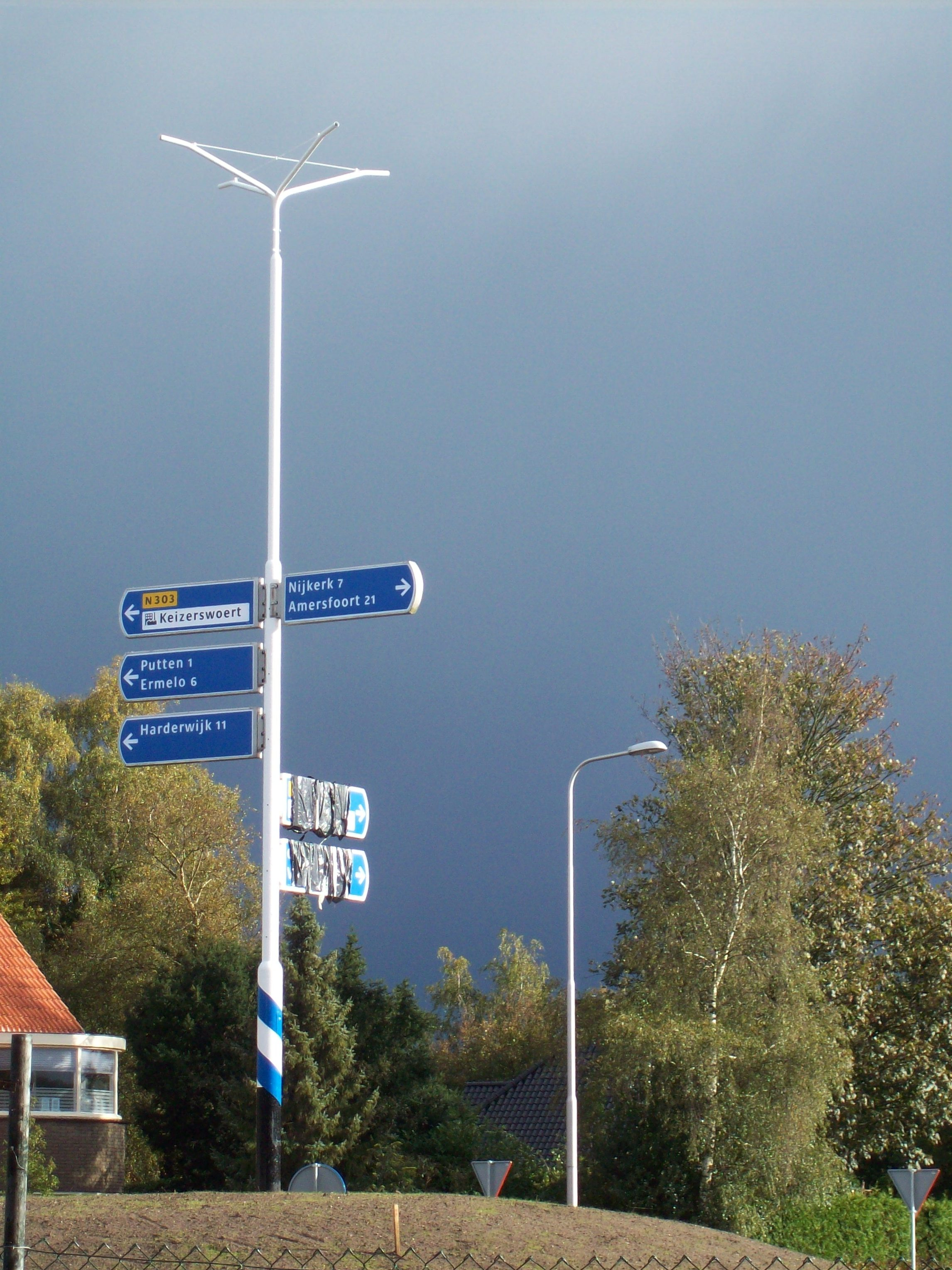
ANWB-paal op een rotonde op de Nijkerkerstraat nabij Putten.

N23 · N34 · N224 · N225 · N229 · N233 · N271 · N301 · N302 · N303 · N304 · N305 · N306 · N307 · N308 · N309 · N310 · N311 · N312 · N313 · N314 · N315 · N316 · N317 · N318 · N319 · N320 · N322 · N323 · N324 · N325/A325 · N326/A326 · N327 · N329 · N330 · N331 · N332 · N333 · N334 · N335 · N336 · N337 · N338 · N339 · N340 · N341 · N342 · N343 · N344 · N345 · N346 · N347 · N348/A348 · N349 · N350 · N351 · N352 · N375 · N377

N418 · N701 · N702 · N703 · N704 · N705 · N706 · N707 · N708 · N709 · N710 · N711 · N712 · N713 · N714 · N715 · N716 · N717 · N718 · N719 · N720 · N727 · N731 · N732 · N733 · N734 · N735 · N736 · N737 · N738 · N739 · N740 · N741 · N742 · N743 · N744 · N745 · N746 · N747 · N748 · N749 · N750 · N751 · N752 · N753 · N754 · N755 · N756 · N757 · N758 · N759 · N760 · N761 · N762 · N763 · N764 · N765 · N766 · N768 · N781 · N782 · N783 · N784 · N785 · N786 · N787 · N788 · N789 · N790 · N791 · N792 · N793 · N794 · N795 · N796 · N797 · N798 · N800 · N801 · N802 · N803 · N804 · N805 · N806 · N810 · N811 · N812 · N813 · N814 · N815 · N816 · N817 · N818 · N819 · N820 · N821 · N822 · N823 · N824 · N825 · N826 · N827 · N830 · N831 · N832 · N833 · N834 · N835 · N836 · N837 · N838 · N839 · N840 · N841 · N842 · N843 · N844 · N845 · N846 · N847 · N848 · N852 · N855

Cursief vermelde wegen zijn voormalige provinciale wegen.